# 門峴站
門峴站（：／ Munhyeon yeok */?）是釜山地鐵2號線沿線的一座地下車站，位於韓國釜山廣域市南區門峴洞。

## 車站結構
站體為2面2線曲線式設計側式月台的地下車站，候車月台設有月台幕門，可通過候車室轉乘對向列車，並有4處出口。

### 月台配置
| 支架谷 ↑                |
| \| 上                   |
| ↓ 國際金融中心·釜山銀行 |

| 月台 | 路線               | 目的地                               |
| ---- | ------------------ | ------------------------------------ |
| 上行 | ●釜山都市铁道2号线 | 大淵、金蓮山、水營、海雲臺、萇山方向 |
| 下行 | ●釜山都市铁道2号线 | 西面、沙上、德川、湖浦、梁山方向     |

## 歷史
- 2001年8月8日：落成啟用。

## 車站周邊
- 釜山市民會館（朝鲜语：부산 시민회관）
- 城東中學
- 門峴女子中學

## 相鄰車站
釜山交通公社
●釜山都市铁道2号线
支架谷（215）－門峴（216）－國際金融中心·釜山銀行（217）